# Christian Ganczarski
M. Christian Ganczarski (* 1966 in Gleiwitz, Polen) ist ein wegen Beihilfe zum Anschlag auf die Al-Ghriba-Synagoge 2002 auf Djerba und Mitgliedschaft in einer terroristischen Vereinigung verurteilter Konvertit zum Islam.

## Ausbildung und Konversion
Er kam als Neunjähriger mit seinen Eltern nach Deutschland, wo er deutscher Staatsangehöriger wurde. Aufgewachsen ist er in Mülheim an der Ruhr. Er beendete die Hauptschule nach der 7. Klasse. 1986 trat er zum Islam über und war fortan in einer Mülheimer Moschee aktiv. Moslemische Freunde nennen ihn auch Abu Ibrahim. Er machte eine Ausbildung zum Schmelzschweißer und Emaillierer. Über den Abschluss gibt es in der Presse widersprüchliche Aussagen: von vorzeitig abgebrochen bis als Bester seines Jahrgangs abgeschlossen. 1990 heiratete er eine ebenfalls zum Islam übergetretene Deutsche.
1991 bot Nadeem Elyas, seinerzeit Mitglied im Vorstand des Islamischen Zentrum Aachen, ihm ein „Stipendium“ für ein Studium des Islam an der „Universität für islamische Wissenschaften“ im saudischen Medina. Ganczarskis späteren Aussagen der Polizei gegenüber scheint es Anfang der 1990er Jahre eine großangelegte Rekrutierungsaktion durch islamische Gelehrte in europäischen Ländern gegeben zu haben. Nichtarabische Konvertiten sollten an der Universität ausgebildet werden und den Islam vermittelt bekommen, um später in ihren Heimatländern den Islam für nichtarabische Muslime zu unterrichten. 1992 nahm er das für ihn attraktive Angebot an und ging mit seiner Familie nach Medina. Einen Schul- oder Ausbildungsabschluss erlangte er nicht. Später erhielt er laut Generalbundesanwalt Kay Nehm Zugang zum inneren Führungskreis der al-Qaida.

## Rückkehr nach Deutschland
Nach zwei Jahren musste er mit Frau und Kindern Saudi-Arabien wieder verlassen, weil seine Sponsoren den Aufenthalt nicht länger finanzieren wollten. Die Familie kehrte nach Mülheim zurück. In Deutschland konnte er sich nur schwer wieder zurechtfinden. In den 1990er Jahren zog es ihn mehrfach nach Tschetschenien, Afghanistan und Pakistan. Seinen Lebensunterhalt soll er damals angeblich mit dem Schmuggel von Edelsteinen verdient haben. In den späten 1990ern wurde er in Duisburg öfter mit  Mohamedou Ould Slahi gesehen, der über seine Frau mit bin Laden verwandt ist. Im Juli 2001 soll er in einem Gästehaus in den afghanischen Bergen Nizar Nawar kennengelernt haben.
2002 war Ganczarski arbeitslos und lebte mal in Mülheim, mal in Essen, mal in Duisburg. Wegen seiner radikalen Ansichten überwachte ihn seit längerem der Verfassungsschutz und ließ das Telefon abhören.

## Djerba-Attentat
Am 11. April 2002 gegen 7.30 Uhr erhielt Ganczarski einen Anruf von der tunesischen Insel Djerba, von Nizar Nawar. Nach Angaben der Presse wurde das Gespräch übersetzt mit: N.: „Vergiss nicht, mich in deinen Gebeten zu bedenken.“ G.: „So Gott will, brauchst du irgendetwas?“ N.: „Nein, danke, ich brauche nur deinen Segen.“ G.: „So Gott will.“ Nawar soll dieses Gespräch entweder von einem Mobiltelefon oder einem Satellitentelefon geführt haben.
Kurze Zeit später, gegen 8.00 Uhr explodierte ein Transporter vor der Al-Ghriba-Synagoge auf Djerba, wobei auch 14 deutsche Urlauber starben. Ob der Transporter mit Kerosin, Benzin oder 5.000 Litern Flüssiggas gefüllt war, ist noch unklar. Normalerweise wurde in dem Laster Wasser transportiert. Den mit dem Fahrzeug verbrannten Fahrer identifizierte man als Nizar Nawar. 21 Personen wurden getötet und weitere 30 zum Teil sehr schwer verletzt.
Ganczarski wurde daraufhin von der Polizei vernommen. Bei der Durchsuchung seiner Wohnung soll die Telefonnummer von Mounir El Motassadeq gefunden worden sein. Trotz seiner Aussage mussten die Ermittler Ganczarski am nächsten Tag wieder laufenlassen. Laut StGB § 129a ist zwar die Mitgliedschaft in einer terroristischen Vereinigung verboten, doch das bezog sich ausschließlich auf inländische, nicht auf ausländische Terrororganisationen. Am 26. April 2002 verabschiedete der Bundestag den entsprechenden Nachtragsparagrafen § 129b. Doch das neue Gesetz gilt nicht rückwirkend, und die deutschen Behörden hatten keine rechtliche Handhabe. Eine Abhörwanze, die er später in seinem Auto fand, ging kaputt.
Ganczarski kündigte seine Wohnung, besorgte sich Visa für Saudi-Arabien und nahm die Kinder von der Schule. Im November 2002 konnte Ganczarski ungehindert mit seiner Familie nach Saudi-Arabien ausreisen. Auch einen Haftbefehl gegen Ganczarski wegen Nichtanzeigen einer Straftat gemäß § 138 lehnte der Bundesgerichtshof 2003 wiederholt ab. Die ermittelnden Behörden in Tunesien und Frankreich waren entsetzt und die US-Öffentlichkeit schockiert.

## Festnahmen
Im April 2003 wurde Ganczarski bei Kontakten mit Islamisten in Saudi-Arabien beobachtet und in Riad festgenommen und im Mai wieder auf freien Fuß gesetzt. Kurz darauf wurde er wegen Ablauf seines saudischen Pilgervisums unter Hausarrest gestellt und sollte ausgewiesen werden. Nach einer Rückkehr nach Deutschland hätte jedoch weder ein deutscher Haftbefehl gegen ihn erlassen werden können, noch hätte er als Deutscher ins Ausland ausgeliefert werden können (Auslieferungsverbot). Laut Medienberichten arbeiteten daraufhin CIA und französischer Geheimdienst einen Weg aus, um Ganczarski dennoch untersuchen und vor Gericht stellen zu können. Dies soll eine Operation des internationalen Terrorismusabwehrzentrum Alliance Base gewesen sein, die jedoch nicht offiziell bestätigt wird. Ganczarski wurde ausgewiesen und in einen Flug von Saudi-Arabien nach Deutschland mit einer Zwischenlandung in Paris gesetzt. Bei der Zwischenlandung auf dem Flughafen Paris-Charles de Gaulle wurde Ganczarski am 3. Juni 2003 von französischen Behörden festgenommen. Während Frau und vier Kinder wieder freigelassen wurden, kam Ganczarski in die Haftanstalt Fresnes.
Zwei Tage vor ihm war auf dem Pariser Flughafen der Marokkaner Karim Mehdi aus Duisburg, der seit Ende der 1990er in Deutschland lebt, festgenommen worden. Er war auf dem Flug von Deutschland über Paris zur französischen Insel Réunion. Seine Telefonnummer war in Ganczarskis Telefonbuch gefunden worden. Karim Mehdi soll gestanden haben, Ganczarski sei einer der Organisatoren und Geldgeber eines geplanten Anschlags auf der französischen Insel La Réunion. Mehdi ist im Oktober 2006 wegen Mitgliedschaft in einer terroristischen Vereinigung zu neun Jahren Gefängnis verurteilt worden.
Belgacem Nawar, Onkel des Selbstmordattentäters Nizar Nawar, wurde im Juni 2006 in Tunis wegen seiner Beteiligung am Anschlag zu zwanzig Jahren Gefängnis verurteilt; er war schon kurz nach der Tat 2002 dort verhaftet worden.
Laut einem Bericht des Spiegel hatte der 2003 in Pakistan verhaftete al-Qaida-Kommandant Chalid Scheich Mohammed ausgesagt, Ganczarski habe enge Kontakte zu Terroristenführer Osama bin Laden gepflegt und als Kurier zwischen Bin Laden und Sheikh Mohammad fungiert.
Außerdem wurde ein von Al-Qaida gedrehtes Video bekannt, welches 20 Monate vor den Terroranschlägen vom 11. September 2001 bin Laden mit Kampfgefährten zeigt, darunter Ganczarski und Mitglieder der Hamburger Terrorzelle.

## Strafprozess in Frankreich
Am 17. November 2006 erhob Frankreichs oberster Terror-Ermittler, Untersuchungsrichter Jean-Louis Bruguière gegen Ganczarski Anklage vor dem Sonderstrafgerichtshof in Paris (Cour d’assises speciale). Anfang Januar 2009 begann der Strafprozess, der Pariser Staatsanwalt forderte 30 Jahre für Ganczarski. Für die Ankläger hatte das knapp zweiminütige Telefongespräch „operativen Charakter“ und wird als Einsatzsignal zum Anschlag bewertet. Für den Bruder von Nizar Nawar, Walid Nawar, forderte die Generalstaatsanwaltschaft 15 Jahre Haft.
Am 5. Februar 2009 wurde Ganczarski wegen Beihilfe zum Mord und Mitgliedschaft in einer terroristischen Vereinigung zu 18 Jahren Haft verurteilt. Walid Nawar wurde zu 12 Jahren Haft verurteilt.
Die United States Department of Justice National Security Division (NSD) des DOJ und der New Yorker Staatsanwalt verkündeten Anfang 2018 eine überarbeitete Anklageschrift gegen Ganczarski: Er soll zwischen 1999 und 2001 mindestens fünf Mal von Deutschland nach Pakistan und Afghanistan gereist sein. Dabei soll er bei einer Rede im al-Qaida-Hauptquartier etwa im Januar 2000 in der ersten Reihe mit Saif al-Adels Sohn in seinem Schoß gesessen sein. Ungefähr im März 2000 soll er in Karatschi an einem Treffen zwischen Mohamed und einem Vertreter von Jemaah Islamiyah (CC-1) teilgenommen haben. Ferner wirft man ihm vor, im November 2001 in Afghanistan mit anderen eine Flugabwehrrakete repariert zu haben, um damit ein US-Militärflugzeug abzuschießen. Zwei Wochen, bevor er aus dem Gefängnis Pénitentiaire in Vendin-le-Vieil entlassen werden sollte, wurde Ganczarski über seine mögliche Auslieferung in die USA informiert, worauf er am 11. Januar 2018 drei Wärter mit einer Schere und einem scharfen Gegenstand angriff. Nach einem folgenden Aufstand besorgter Gefängniswärter bat Gefängnisdirektor Bauer um Enthebung von seinem Posten.